# Sindgi
Sindgi là một thị xã của quận Bijapur thuộc bang Karnataka, Ấn Độ.

## Địa lý
Sindgi có vị trí 16°55′B 76°14′Đ / 16,92°B 76,23°Đ Nó có độ cao trung bình là 500 mét (1640 feet).

## Nhân khẩu
Theo điều tra dân số năm 2001 của Ấn Độ, Sindgi có dân số 27.749 người. Phái nam chiếm 51% tổng số dân và phái nữ chiếm 49%. Sindgi có tỷ lệ 56% biết đọc biết viết, thấp hơn tỷ lệ trung bình toàn quốc là 59,5%: tỷ lệ cho phái nam là 63%, và tỷ lệ cho phái nữ là 49%. Tại Sindgi, 16% dân số nhỏ hơn 6 tuổi.